# ベン・カリー
ベン・カリー（Ben Curry、1998年6月15日 - ）は、プレミアシップセール・シャークスに所属するラグビー選手。

## プロフィール
- イングランド・ロンドンハウンズロー区出身[1]。
- ポジションはフランカー(FL)。
- 身長 185cm、体重 106kg
- 双子の兄弟トムもラグビー選手[2]でチームメイト。
- U20イングランド代表に選ばれたことがある[3]。
- イングランド代表キャップは1（2023年1月現在）。

## 略歴
2016年、セール・シャークスに加入。